# Pop operístico
El Pop operístico, cuya pionera fue Kimera y la intérprete más popular es la soprano  británica Sarah Brightman, denominado también pópera, pop lírico, crossover ópera-pop o crossover clásico es un género musical que mezcla y fusiona elementos del estilo de música clásica (canto lírico, ópera y música culta) con la música popular (pop, rock, ligera y latina).
El término "classical crossover", en inglés, fue acuñado por las compañías discográficas en la década de 1980. Como un género musical definido, ha ganado en popularidad desde la década de 1990 y ha adquirido su propia lista de Billboard.
Entre los grupos musicales y cantantes que interpretan el pop operístico destacan Andrea Bocelli, Sarah Brightman, Emma Shapplin, Il Divo, Il Volo, Mario Frangoulis, Mauro Calderón y Josh Groban.

## Orígenes
Según los historiadores de la música, las canciones de pop operístico se convirtieron más frecuentes con el aumento de los músicos durante los años 1900. 
Una influencia fue la gran afluencia de inmigrantes italianos a los Estados Unidos que popularizaron cantantes como Enrico Caruso e inspiraron la creación de "canciones de la novedad", utilizando el dialecto italiano. Las canciones a menudo utilizadas con repertorios operísticos "para hacer un punto satírico o tópico."

## Subgéneros

### Fusión de canto lírico y música de cámara con música pop: Pópera - Pop operístico
El grupo Il Divo, desde sus orígenes en 2003, ha instaurando una revolución en la música clásica y en todo el panorama musical, legitimando un nuevo estilo musical pionero, denominado pop operístico o pópera.
Urs Buhler, Sebastien Izambard, Carlos Marin y David Miller fueron los precursores de un género musical totalmente nuevo, el cuarteto destaca entre otros, por su mezcla y fusión musical, el denominado crossover, una revolución dentro del puro género de la ópera debido a su combinación musical de ópera (canto lírico y música culta), con temas de distintos géneros, como la música latina, el pop, el folclore, la mamba, la música sacra, el bolero o el tango.
El trío Appassionante formado por las sopranos italianas Giorgia Villa, Mara Tanchis y Stefania Francabandiera, se inspiran en la tradición lírica italiana con un toque moderno. Es en Alemania donde llega su consagración artística, que las lleva en 2006 al lanzamiento de su primer álbum llamado "Appassionante" con más de 100.000 discos vendidos en Europa Central. [cita requerida]

### Fusión de canto lírico con varios idiomas
Sarah Brightman y Andrea Bocelli con la canción Time to Say Goodbye, donde se aprecia la combinación del inglés y el italiano

### Fusión de música de cámara con rock
La mezcla de Scorpions al lado de la Orquesta Filarmónica de Berlín.